# فردریک اکلوند
فردریک اکلوند (متولد ۲۶ آوریل ۱۹۷۷) دلال املاک و مستغلات در شهر نیویورک، ستاره تلویزیونی شبکه براوو و کارآفرین سابق فناوری اطلاعات اهل سوئد است.

## دوران جوانی و تحصیل
اکلوند فرزند کلاس اکلوند، اقتصاددان ارشد بانک سوئدی اس ئی بی است و برادر او، سیگ اکلوند نویسندگی می‌کند. پدربزرگ و مادربزرگ پدری او بازیگران سوئدی-دانمارکی-ایرلندی-روسی با نام‌های بنگت اکلوند و فیلگیا زادیگ بودند.
اکلوند اولین تجربه آمریکایی خود را به عنوان دانش آموز مبادلات خارجی در ادینا، مینه سوتا و هنگام تحصیل در دبیرستان ادینا داشت و پس از پایان دبیرستان در مدرسه اقتصاد استکهلم تحصیل کرد، اما هرگز فارغ‌التحصیل نشد. او همچنین برای روزنامه مالی فینانستیدنینگن کار کرده‌است. اکلوند در سن ۲۳ سالگی یک شرکت اینترنتی با بیش از ۴۵ کارمند تأسیس و قبل از شروع کار خود در شهر نیویورک برای بانک سرمایه‌گذاری SEB در استکهلم، لندن، سنگاپور و توکیو کار کرد.

## بازیگری در فیلم‌های پورن
در سال ۲۰۰۴ و قبل از ورود به شهر نیویورک، اکلوند در تعدادی از فیلم‌های پورنوگرافی همجنسگرایانه با نام مستعار تگ اریکسون بازی کرد. اکلوند در مصاحبه ای با مجله اوت در مورد این دوره گفته‌است: «این فقط شامل یک هفته از زندگی من شد که روی هم انباشته شده بود و در طی چند ماه پخش شد، بنابراین دوره بسیار کوتاهی از زندگی من را دربرگرفت و این چیزی بود که من به سرعت تصمیم گرفتم آن را به اتمام برسانم.» اکلوند در ادامه این مصاحبه گفت که به آنچه که هست افتخار می‌کند و از هیچ چیز پشیمان نیست، همین‌طور فعالیت‌های قبلی او در صنعت فیلم‌های پورنوگرافی تأثیر منفی بر روی کار او نداشته‌است.

## حرفه املاک
اکلوند بیش از پنج میلیارد دلار قرارداد املاک مسکونی بسته‌است. او مدیر عامل شرکت املاک و مستغلات نیویورک سیتی CORE Group Marketing شد و در سال ۲۰۱۰ به همراه شریک تجاری خود جان گومز، مدیر عامل Prudential Douglas Elliman و بزرگترین کارگزاری املاک در ساحل شرقی شد. اکلوند همچنین تیم پرفروش خود را در Elliman راه اندازی کرد.
اکلوند مؤسس اکلوند استکهلم نیویورک، گران‌ترین کارگزاری املاک مسکونی اسکاندیناوی با ۵۰ کارمند و ۱ میلیارد دلار فروش در سال ۲۰۱۴ است. او یکی از اعضای فعال هیئت املاک و مستغلات نیویورک است.

### فهرست میلیون دلاری نیویورک
نیویورک تایمز اکلوند را در صفحه اول بخش "Sunday Style" در نوامبر ۲۰۱۰ معرفی کرد. او یکی از پنج کارگزار شهر نیویورک است که در برنامه تلویزیونی فهرست میلیون دلاری براوو در نیویورک را بازی می‌کند که این برنامه با عنوان این خانه چند از شبکه من و تو پخش شد.
در ۲۴ ژانویه ۲۰۲۲، فردریک اکلوند خروج خود را از امتیاز فهرست میلیون دلاری اعلام کرد.

## زندگی شخصی
اکلوند آشکارا همجنسگرا است. در ۹ فوریه ۲۰۱۳، اکلوند با هنرمندی به نام درک کاپلان در فلوریدا کیز ازدواج کرد. این زوج تا سال ۲۰۱۶ با سگ‌های خود ماوس و فریتزی در نیویورک زندگی کردند. آنها از آن زمان به راکسبری، کانکتیکات نقل مکان کردند تا در عمارتی که اکلوند خریداری کرده بود زندگی کنند. اکلوند و کاپلان تلاش کردند تا از طریق رحم اجاره ای بچه دار شوند، اما زن جانشین دچار سقط جنین شد.
در نوامبر ۲۰۱۷، اکلوند و کاپلان از طریق جانشین صاحب دوقلوهایی با نام‌های میلا و فردریک جونیور شدند.